# Лозовая (Тернопольская область)
Лозовая (укр. Лозова) — село в Байковецкой сельской общине Тернопольского района Тернопольской области Украины.
Население по переписи 2001 года составляло 649 человек. Почтовый индекс — 47710. Телефонный код — 352.